# الدریج کورنر (آرکانزاس)
الدریج کورنر (به انگلیسی: Eldridge Corner) یک منطقهٔ مسکونی در ایالات متحده آمریکا است که در شهرستان آرکانزاس، آرکانزاس واقع شده‌است. الدریج کورنر ۵۷٫۰ متر بالاتر از سطح دریا واقع شده‌است.